# Stockberg (March)

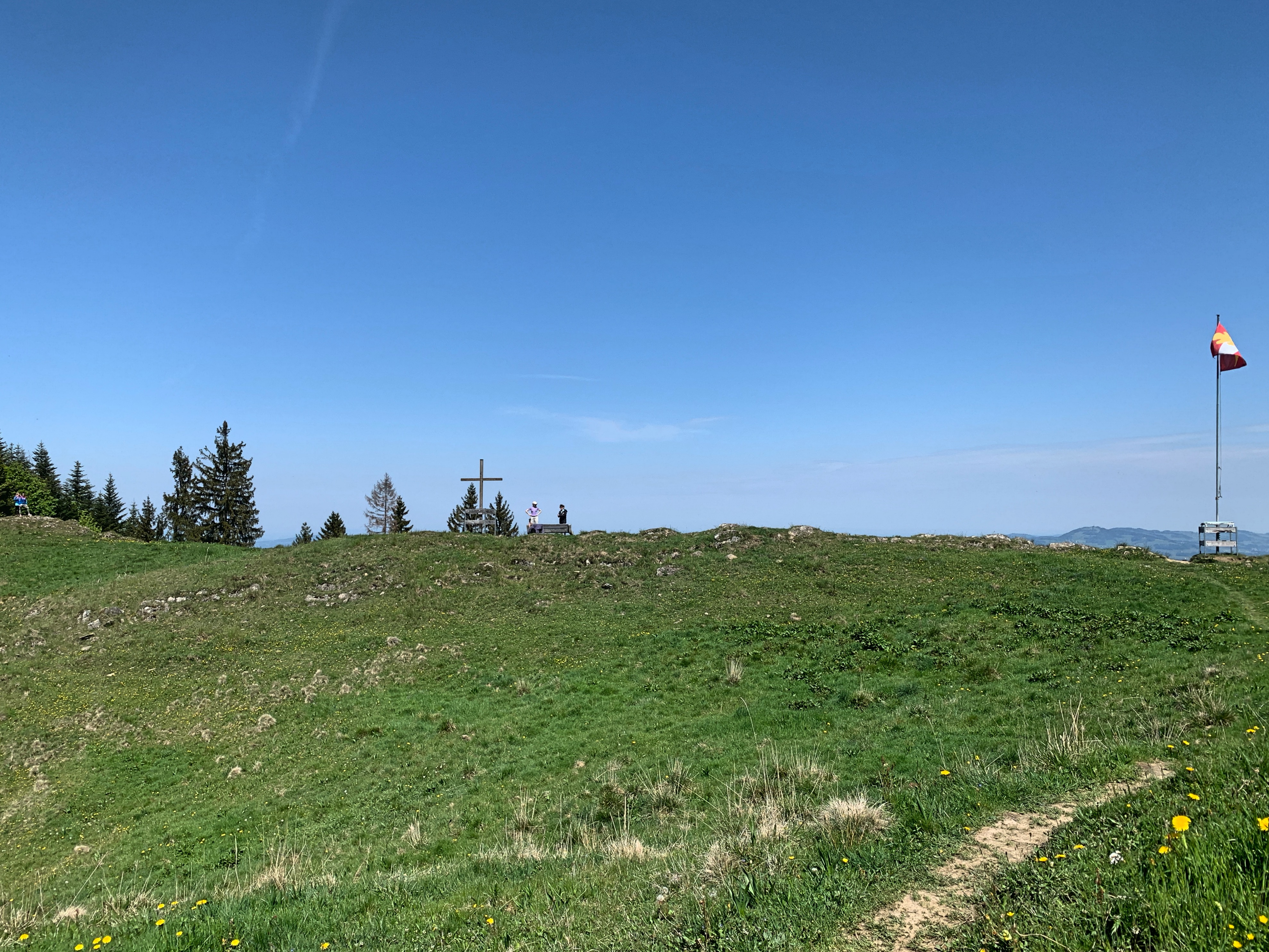
Auf dem Stockberg

Der Stockberg ist ein 1217 m ü. M. hoher Berg im Bezirk March im Schweizer Kanton Schwyz.

## Geografie
Der Stockberg liegt in der Schwyzer Gemeinde Schübelbach. Er ist die östlichste Erhebung einer Bergkette, die nach Westen bis zum Hirzli im angrenzenden Kanton Glarus reicht. Der Stockberg und seine Nachbarn scheiden die dicht besiedelte Gegend des oberen Zürichsees (Obersee) und der Linthebene im Norden von der relativ einsamen Gegend des Wägitalersees und Niederurner Tales im Süden.

## Gipfel
Auf dem Stockberg steht ein Gipfelkreuz. Auch eine Feuerstelle zum Grillieren ist vorhanden. Die Gipfelfläche ist abgesehen von einer Nagelfluhrippe begrast. Etwas unterhalb findet sich die Hütte der Tuggener Genossame Holeneich; eine Genossame ist eine historische, in der Regel im Mittelalter wurzelnde Gemeinschaft zur Nutzung von Weiden und Wäldern. Diese Art Körperschaft ist im Schwyzerland eine der Vorläuferinnen heutiger politischer Gemeinden.

## Panorama

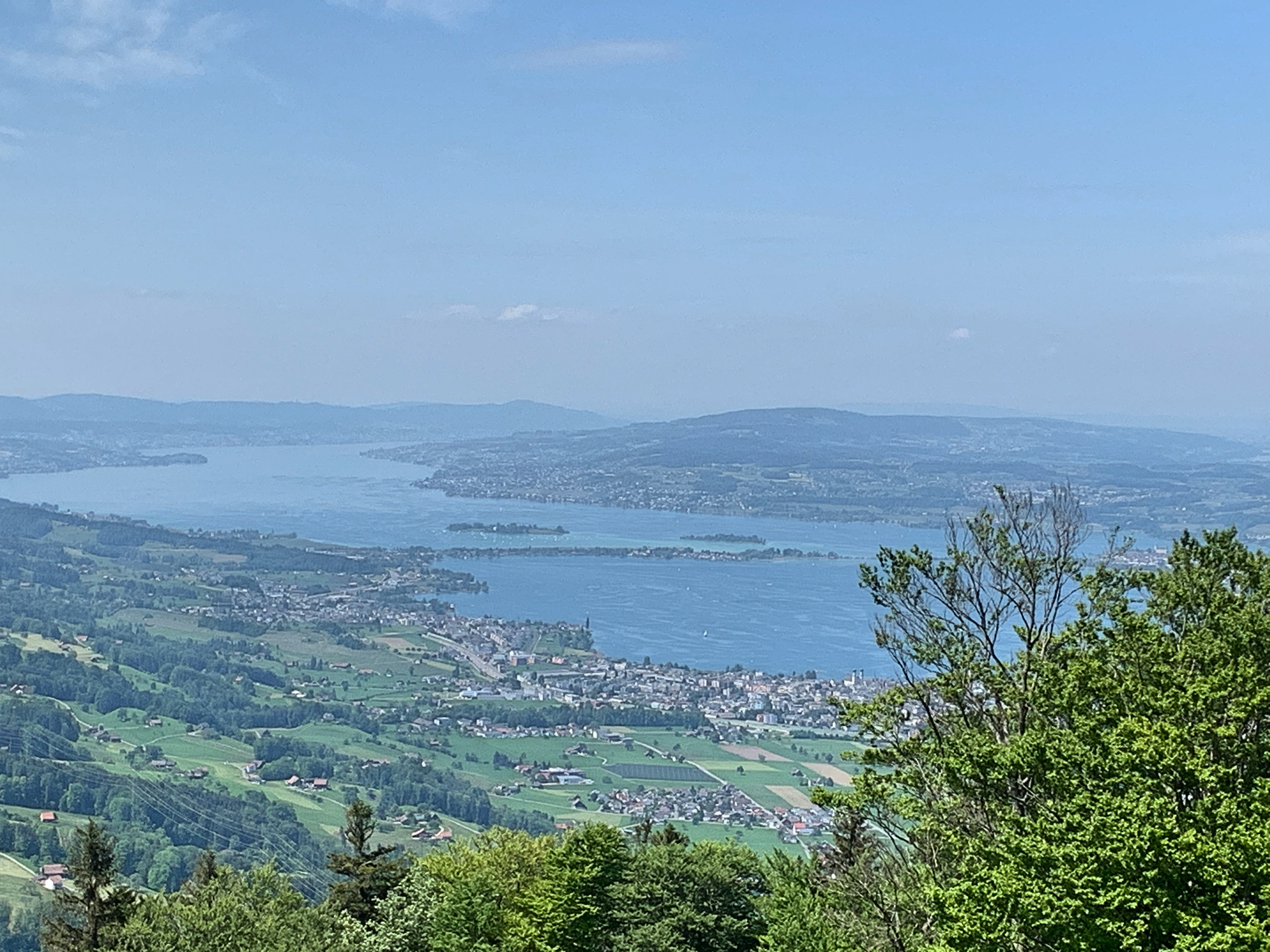
Blick im Abstieg vom Stockberg auf den Zürichsee mit dem Seedamm

Markante, vom Stockberg auszumachende Berge sind unter anderem (Aufzählung im Kreis mit Startrichtung vom Säntis nach Osten): Säntis, Speer, Wageten, Brüggler, Chöpfenberg, Schiberg, Glärnisch, Bös Fulen, Tödi, Turner, Diethelm, Drusberg, Gross Aubrig und Chli Aubrig, Uri Rotstock, Mythen, Amselspitz, Etzel, Grand Ballon, Gubrist, Lägern, Feldberg, Kalter Wangen, Irchel, Hoher Randen, Hohenhewen, Bachtel, Hörnli, Höchhand, Chrüzegg, Köbelisberg, Wilkethöchi, Benkner Büchel, Schäfler. Zudem ist vom Berg der Zürichsee zu sehen.

## Nordseite
Gegen Norden ist die sehr steile Flanke des Stockbergs praktisch durchgehend bewaldet. Der Siebnerbann im unteren Teil ist ein alter Bannwald, der die Ortschaft Siebnen schützt.

## Südseite

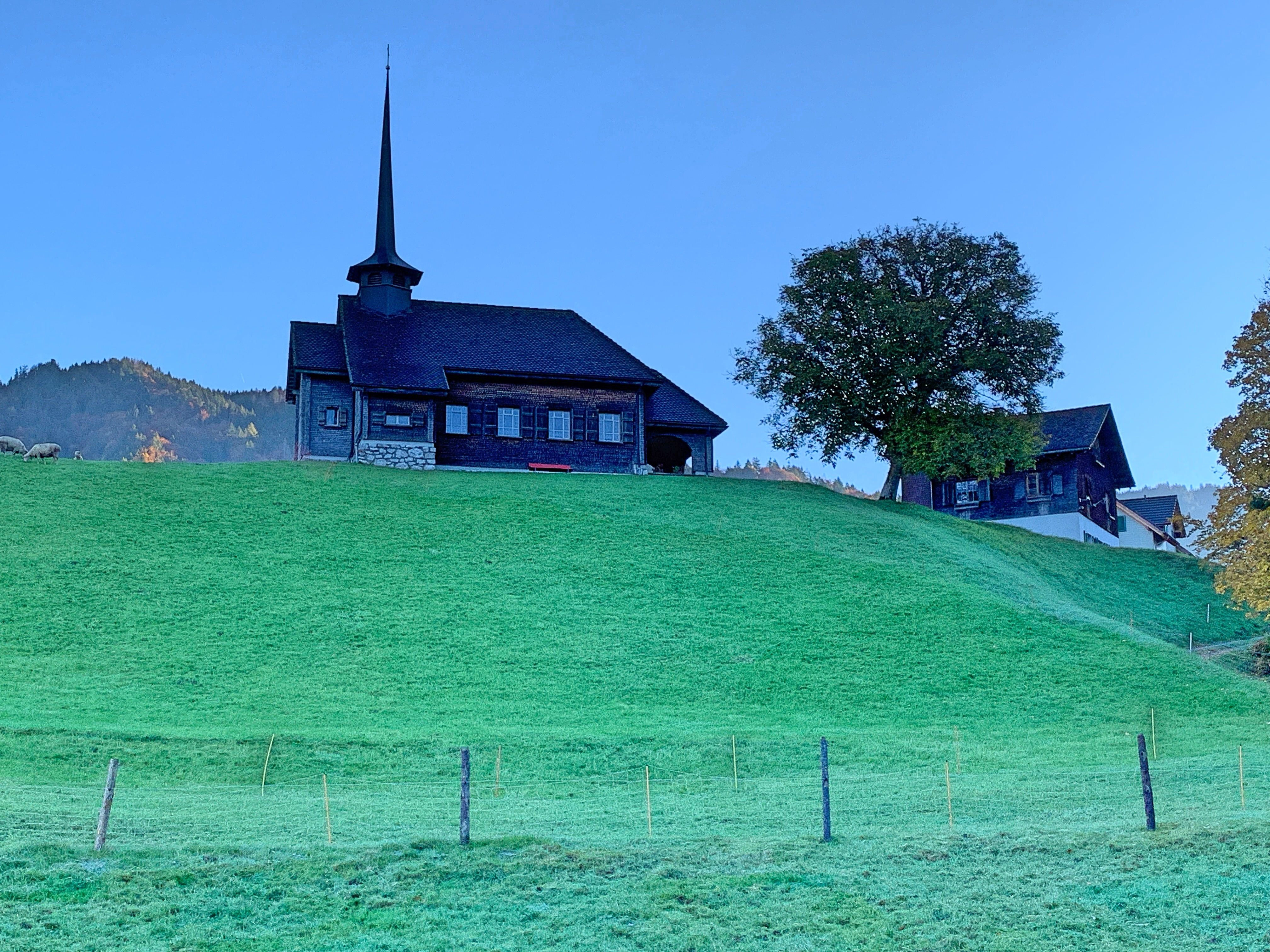
Die Antonius-Kapelle bei Schwendenen südlich des Stockbergs

Gegen Süden sind am Stockberg Waldflächen und Weideflächen durchmischt. Bei Port im Gebiet Schwendenen steht eine 1954 eingeweihte Kapelle. Die verschindelte Holzkonstruktion mit Walmdach ist dem heiligen Antonius von Padua gewidmet. Beim benachbarten Restaurant Kapelle Schwendenen handelt es sich um einen Neubau, der Vorgängerbau brannte 2017 ab.

## Name
Berge mit «Stock», Baumstrunk, im Namen sind im Gipfelbereich abgeflacht. Im Fall des Schwyzer Stockberges spricht die wissenschaftlich fundierte Webseite ortsnamen.ch von einer «stumpfkegeligen Anhöhe».
«Stockberg» heissen auch:
- ein Berg oberhalb von Nesslau im Kanton St. Gallen
- eine Alpfläche am Gitschenberg oberhalb von Seedorf im Kanton Uri
- eine Alpfläche beim Kilcherberg oberhalb von Silenen im Kanton Uri